# Laphria flammipennis
Laphria flammipennis là một loài ruồi trong họ Asilidae. Laphria flammipennis được Walker miêu tả năm 1861. Loài này phân bố ở miền Ấn Độ - Mã Lai.